# Johann Anton Pader
Johann Anton Pader (auch Johann Anton Bader; * 6. Oktober 1711 in Dorfen; † 1786 ebenda) war ein Stuckateur, der auch als Meister von Oppolding bezeichnet wird.
Um 1765 hat er Teile der Kirche von Oppolding in Oberbayern ausgeschmückt. Besonders seine Kanzel dort ist ein bekanntes Beispiel eines mit Stuck verzierten Kunstwerkes des Rokoko aus dieser Region.

## Allgemeines

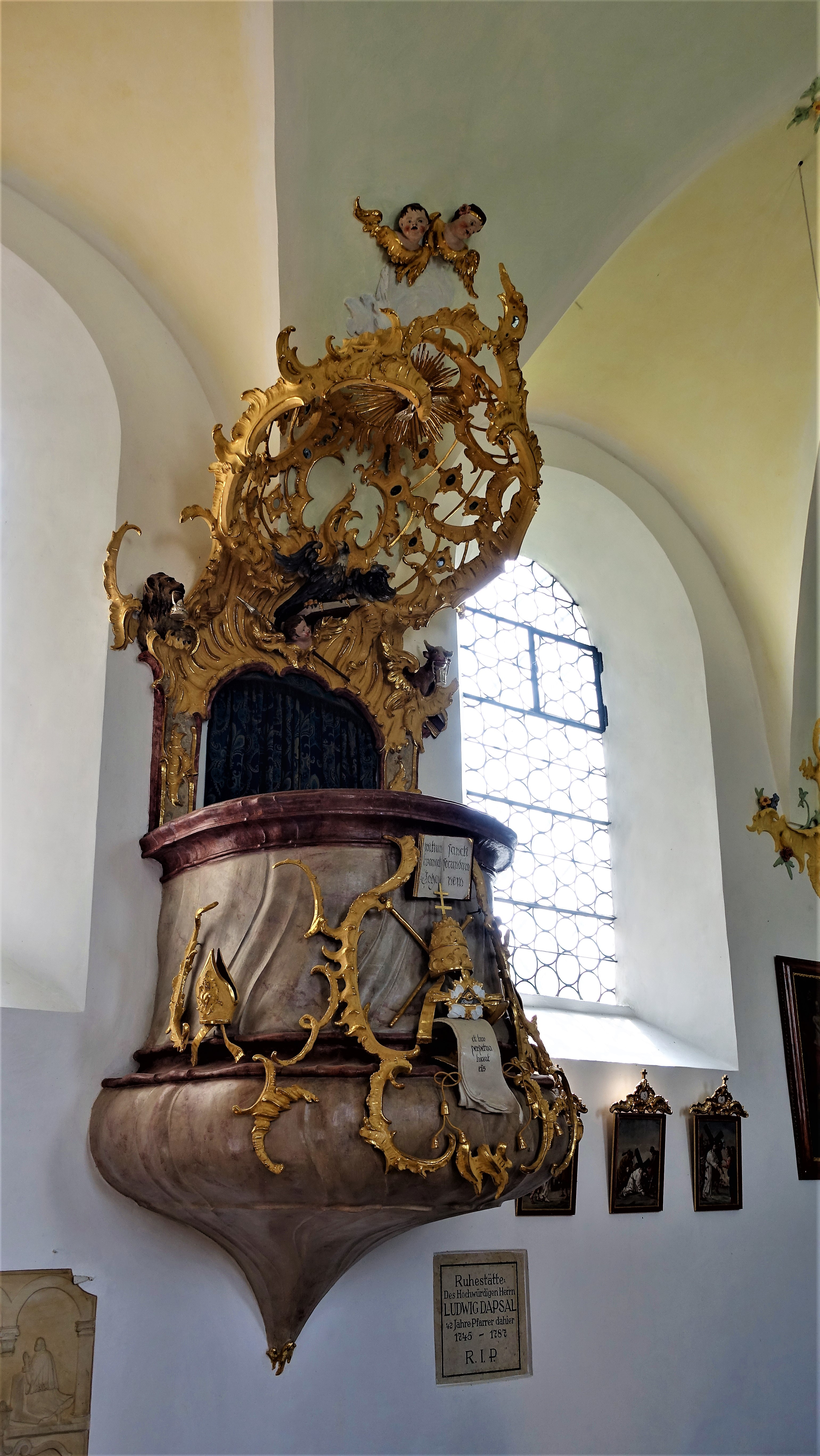
Eschlbach, Mariä Geburt, Rokoko-Kanzel mit filigranem Schalldeckel aus Stuck

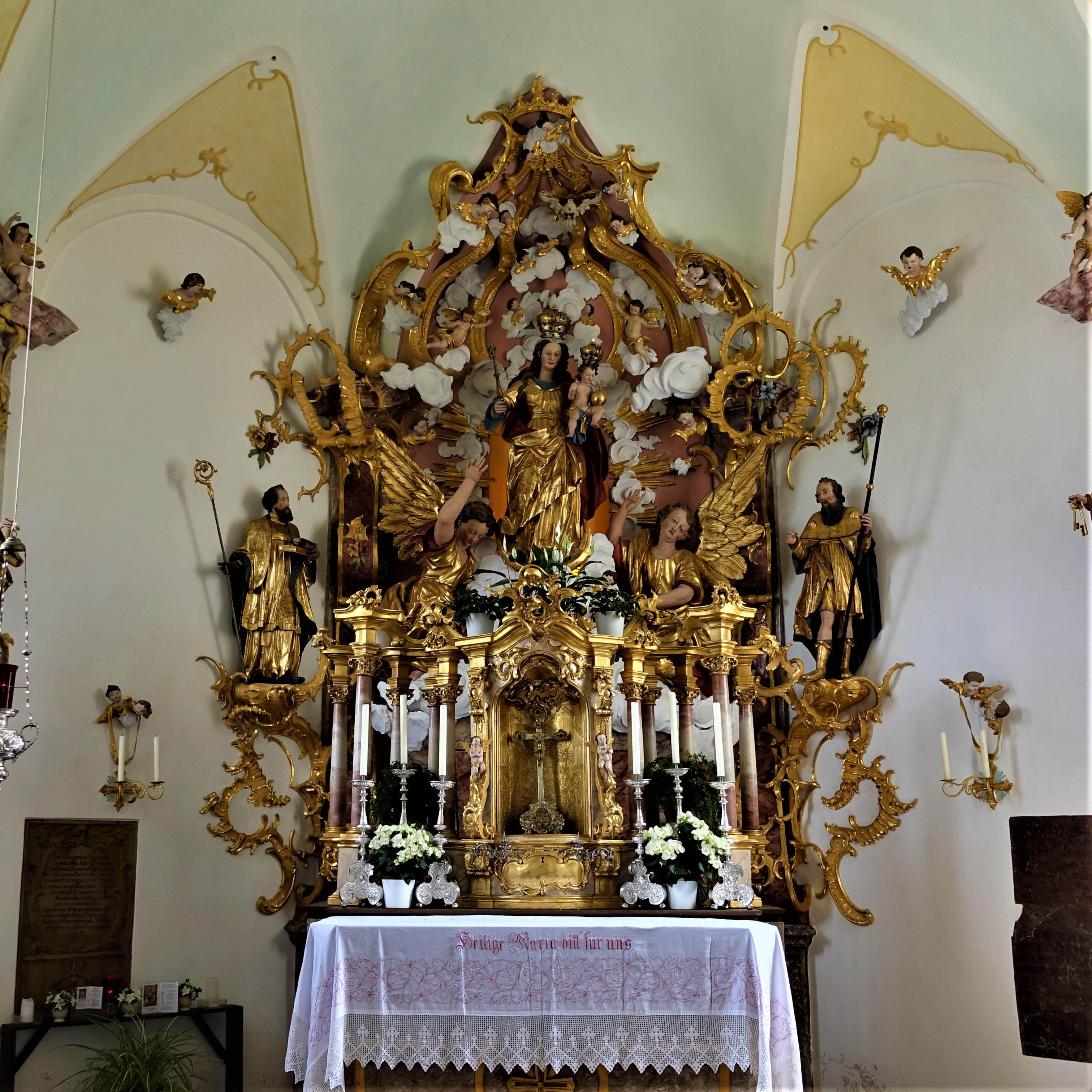
Eschlbach, Mariä Geburt, Altarbild im Stil des Rokoko

Er entstammte einem Zweig der Künstlerfamilie Pader aus München. Seine Eltern waren der Stuckateur Alexius Bader und Elisabeth Engelbrecht. Er wird zur Wessobrunner Schule gerechnet. 1955 identifizierte ihn Josef Blatner als identisch mit dem Meister von Oppolding, als er bei der Renovierung der Kirche in Oppolding die Signatur JAP | D entdeckte.
In Dorfen wurde der Johann-Anton-Pader-Weg nach ihm benannt.

## Stil

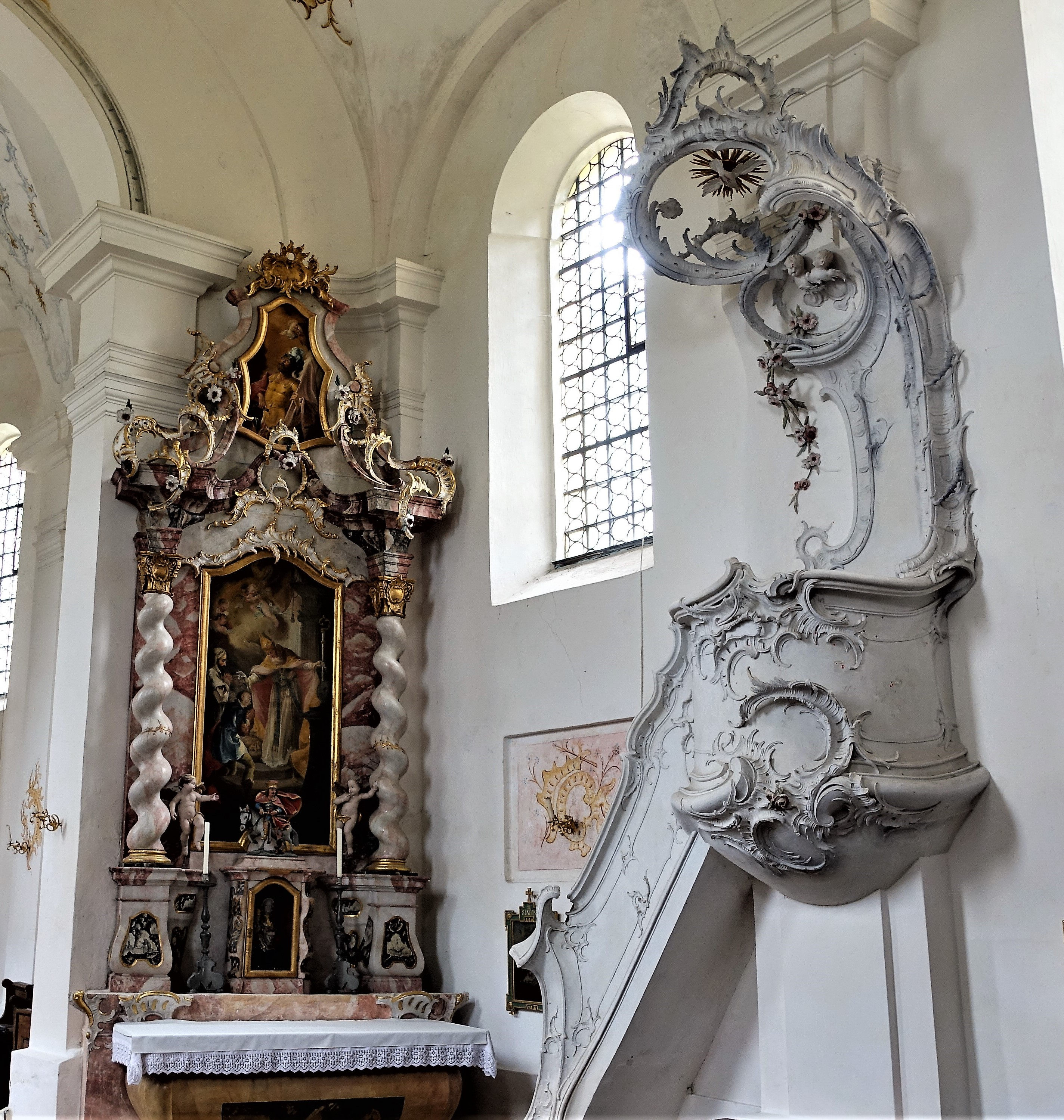
Stuckkanzel in Oppolding (1765)

Das Werk des Meisters von Oppolding ist ein Beispiel für die künstlerisch eigenständige Leistung des Stuckateurs im Rokoko. In dieser Epoche entwickelt sich die verzierende Kleinornamentik zum eigenständigen Kunstwerk.
Das Schaffen von Pader hat mit den benachbarten Rokokokirchen in Eschlbach und Hörgersdorf besondere Kunstwerke im Erdinger Hinterland hinterlassen, die als Erdinger Sonderrokoko einen besonderen Höhepunkt des Rokoko darstellen und die formalen Möglichkeiten auf die Spitze trieben.

## Werke
- 1760: St. Bartholomäus (Hörgersdorf)
- 1765: St. Mariä Geburt (Eschlbach)
- 1765: St. Johannes der Täufer (Oppolding)